# Міжнародний рух за заборону протипіхотних мін
Міжнародний рух за заборону протипіхотних мін — об'єднання громадських організацій, які виступають за заборону виробництва і використання протипіхотних мін.

## Історія
Рух було засновано в 1992 році організаціями « Г'юман Райтс Вотч», «Медико Інтернешнл», Міжнародна організація інвалідів (англ. Handicap International), Фонд американських ветеранів В'єтнамської війни та ін. На сьогодні до руху приєдналося понад 1400 груп, що діють у понад 90 країнах світу. Організаційна структура руху включає в себе керівний комітет, що складається з чотирьох членів, консультативну раду (21 чоловік) та п'ять представників.
У 1997 році зусиллями руху був підписаний Оттавський договір про заборону протипіхотних мін, що набув чинності в 1999 році. У цей час договір був ратифікований 156 країнами. Серед країн, що не підписали договір — Китай, США та Росія. Рух отримав підтримку з боку відомих і впливових людей; одним з прихильників організації свого часу була принцеса Діана.
У 1997 році Міжнародний рух за заборону протипіхотних мін та його засновниця-координатор Джоді Вільямс були удостоєні Нобелівської премії миру.
25 червня 2025 року Сейм Польщі ухвалив закон про денонсацію Оттавської конвенції на тлі російської повномасштабної війни проти України, трохи раніше в червні, аналогічне рішення схвалив парламент Фінляндії.
27 червня 2025 року Литва, Латвія та Естонія у відповідь на російську загрозу, спільно повідомили решту країн-членів ООН про свій вихід з Оттавської конвенції.

### В Україні
Україна приєдналася до Оттавської конвенції у 2005 році.
29 червня 2025 року Президент України Володимир Зеленський видав Указ, яким увів у дію рішення РНБО про вихід України з Оттавської конвенції — міжнародного договору, що забороняє застосування, накопичення та виробництво протипіхотних мін.